# Planalto meridional da Suécia
O Planalto meridional da Suécia – em sueco Sydsvenska höglandet – abrange as terras do norte da Småland e do sul da Västergötland e Östergötland, que ficam a mais de 200 metros acima do nível do mar. 

Esta região natural sueca está coberta por enormes florestas de pinheiros e numerosos lagos e pântanos. O ponto mais alto do planalto é Tomtabacken (377 m). Outros pontos altos são Galtåsen (361 m), Taberg (343 m) e Stenabohöjden (328).